# 24 (số)
24 (hai mươi bốn) là một số tự nhiên ngay sau 23 và ngay trước 25.